# Bao Shanju
Bao Shanju, née le 3 novembre 1997 à Xian de Ruyang, est une coureuse cycliste chinoise. Spécialisée dans les disciplines de vitesse sur piste, elle est notamment championne olympique de vitesse par équipes (2020) et elle a remporté une manche de Coupe du monde en 2018-2019.
Elle porte un pins à l’effigie de Mao Zedong, le fondateur de la République populaire de Chine, lors de la remise des médailles aux JO 2020. Le CIO ouvre une enquête à son encontre, le règlement interdisant les déclarations ou symboles politiques.

## Biographie
Le 26 juin 2024, avec Guo Yufang et Yuan Liying, elle établit un nouveau record du monde sur la vitesse par équipes en 45,478 secondes. Le record est battu au vélodrome du centre sportif de Luoyang, en Chine, dans le cadre de la China Track League 2024. La compétition s'est calquée sur le processus des Jeux olympiques de Paris en invitant, entre autres, des arbitres internationaux et des contrôleurs antidopage.

## Palmarès

### Jeux olympiques
- Tokyo 2020
  -  Championne olympique de vitesse par équipes
  - 13e de la vitesse individuelle
  - 27e du keirin

- Paris 2024
  - 6e de la vitesse par équipes

### Championnats du monde
| Édition / Épreuve              | Vitesse par équipes |
| Saint-Quentin-en-Yvelines 2022 | Argent              |
| Glasgow 2023                   | Bronze              |

### Coupe du monde
- 2017-2018
  - 2e de la vitesse par équipes à Santiago
  - 3e de la vitesse par équipes à Manchester
- 2018-2019
  - 1re de la vitesse par équipes à Cambridge (avec Song Chaorui)

### Coupe des nations
- 2023
  - 1re de la vitesse par équipes au Caire
  - 2e de la vitesse par équipes à Jakarta
- 2024
  - 2e de la vitesse par équipes à Adélaïde
  - 3e de la vitesse par équipes à Hong Kong

### Championnats d'Asie
- Nilai 2018
  - 4e du keirin
- Nilai 2023
  -  Championne d'Asie de vitesse par équipes (avec Guo Yufang et Yuan Liying)
- Nilai 2025
  -  Championne d'Asie de vitesse par équipes (avec Guo Yufang et Luo Shuyan)

### Jeux asiatiques
- Hangzhou 2022
  -  Médaillée d'or de la vitesse par équipes

### Championnats de Chine
- 2019
  - 3e de la vitesse par équipes